# Comandău
Comandău (en hongrois: Kommandó) est une commune roumaine du județ de Covasna dans le Pays sicule en Transylvanie. Elle est composée d'un seul village, Comandău.

## Localisation
Comandău est situé au sud-est du județ de Covasna, à l'est de Transylvanie, au pied des monts Vrancei (monts Brețcu), sur les rives de la Bâsca Mare, à 25 km de Covasna (Kovászna) et à 52 km de Sfântu Gheorghe (Sepsiszentgyörgy)

## Monuments et lieux touristiques
- Casino, aujourd'hui le centre administratif (construit au XIXe siècle), monument historique
- Monts Brețcu
- Rivière Bâsca Mare
- Domaine skiable (pistes de ski)[3]